# Самі Ватанен
Самі Ватанен (фін. Sami Vatanen; 3 червня 1991, Ювяскюля, Фінляндія) — фінський хокеїст, захисник, олімпійський чемпіон. Виступає за клуб «Анагайм Дакс» у Національній хокейній лізі.

## Спортивна кар'єра
Вихованець клубу ЮІП із рідного міста Ювяскюля. За три сезони в СМ-лізі провів 177 матчів, закинув 38 шайб, зробив 76 результативних передач.
На драфті Національної хокейної ліги 2009 року був обраний у четвертому раунді клубом «Анагайм Дакс». До Північної Америки переїхав 2013 року. Під час локауту грав за фарм-клуб «Норфолк Адміралс», який виступає в Американській хокейній лізі. З наступного сезону став гравцем основного складу «Анагайм Дакс».
Виступав за юніорську і молодіжну збірні Фінляндії. Бронзовий призер юніорського чемпіонату світу 2009.
Захищав кольори національної збірної на Олімпійських іграх 2014 у Сочі.